# Parafia Trójcy Przenajświętszej w Głębokiem
Parafia Trójcy Przenajświętszej w Głębokiem – parafia rzymskokatolicka, znajdująca się w diecezji tarnowskiej, w dekanacie Piwniczna.